# チームS 7th Stage 「愛を君に、愛を僕に」
『チームS 7th Stage 「愛を君に、愛を僕に」』（チームエス セブンスステージ あいをきみに、あいをぼくに）は、SKE48チームS劇場公演の7th Stageである。

## 概要
- SKE48チームSの7th公演であり、SKE48オリジナル公演としては、2009年の「手をつなぎながら」公演、「制服の芽」公演、2011年の「ラムネの飲み方」公演以来の第4弾、約11年ぶりのオリジナル公演となる。
- 公演プロデューサーは小室哲哉[1]が努めた。AKB48グループでオリジナル公演では初めて秋元康以外の作詞である。
- TM NETWORKの木根尚登が楽曲制作に参加した。
- 振り付けは、全体曲は牧野アンナ、ユニット曲はCRE8BOYが担当した[2]。

## 公演内容

### 曲目
1. overture（SKE48 ver.）
（作編曲：尾澤拓実、歌：TAZ）
全SKE48公演共通である。
2. 愛を君に、愛を僕に
（作詞：小室哲哉、作曲：小室哲哉、編曲：小室哲哉、酒井陽一）
3. LIVE MASTER
（作詞：小室哲哉、作曲：小室哲哉、編曲：小室哲哉、藤田宜久）
4. 旅立てジャック
（作詞：小室哲哉、藤井徹貫、作曲：木根尚登、編曲：小室哲哉、酒井陽一）
5. SURFな最近
（作詞：小室哲哉、作曲：小室哲哉、編曲：小室哲哉、藤田宜久）
6. 恋せよ乙女 エクスプロージョン!
（作詞：小室哲哉、藤井徹貫、作曲：小室哲哉、編曲：小室哲哉、ユキナリショウジ）
7. 流星
（作詞：小室哲哉、作曲：小室哲哉、編曲：小室哲哉、藤田宜久）
8. 嵐からの隠れ場所
（作詞：小室哲哉、藤井徹貫、作曲：木根尚登、編曲：小室哲哉、酒井陽一）
9. Fly me to the universe
（作詞：小室哲哉、作曲：小室哲哉、編曲：小室哲哉、酒井陽一）
10. 恋するつぼみ
（作詞：小室哲哉、藤井徹貫、作曲：小室哲哉、編曲：小室哲哉、日比あやか）
11. 小悪魔ブルーベリー
（作詞：小室哲哉、Yummi、作曲：小室哲哉、編曲：小室哲哉、わたるスペシャル）
12. LOVE RENOVATION
（作詞：小室哲哉、ヒルマ弘、作曲：木根尚登、編曲：小室哲哉、藤田宜久）
13. 青春Growing
（作詞：酒井陽一、作曲：木根尚登、編曲：小室哲哉、酒井陽一）
14. ともだち
（作詞：小室哲哉、藤井徹貫、作曲：木根尚登、編曲：小室哲哉、守尾崇）

アンコール
1. リ と マ
（作詞：小室哲哉、藤井徹貫、作曲：小室哲哉、編曲：小室哲哉、江草一平）
2. 頼りは翼だけだ
（作詞：小室哲哉、作曲：小室哲哉、編曲：小室哲哉、ユキナリショウジ）
3. マイ・ドリーム
（作詞：小室哲哉、藤井徹貫、作曲：木根尚登、編曲：小室哲哉、わたるスペシャル）

## SKE48 チームS 7th Stage「愛を君に、愛を僕に」公演
- 公演期間：2022年5月28日 - 2025年4月6日
- 出演メンバー
青海ひな乃、赤堀君江、荒野姫楓、石黒友月、石塚美月、井上瑠夏、大谷悠妃、上村亜柚香、北川愛乃、鬼頭未来、坂本真凛、杉山歩南、竹内ななみ、都築里佳、中坂美祐、仲村和泉、野村実代、平野百菜、松本慈子

- ユニット曲担当（初日昼公演、△は初日夜公演）
  - 恋せよ乙女 エクスプロージョン!（大谷、△石塚・杉山）
  - 流星（☆青海・松本・赤堀）
  - 嵐からの隠れ場所（井上・坂本・仲村・石黒、△鬼頭）
  - Fly me to the universe（☆野村・北川・竹内・荒野、△都築）
  - 恋するつぼみ（☆平野・上村・中坂）

## スタジオ収録CD
『愛を君に、愛を僕に』は、SKE48チームSのスタジオ・レコーディングアルバム。2022年6月8日にZEST RECORDSから発売された。
- 収録メンバー
青海ひな乃、赤堀君江、荒野姫楓、石黒友月、井上瑠夏、大谷悠妃、上村亜柚香、北川愛乃、坂本真凛、杉山歩南、竹内ななみ、中坂美祐、仲村和泉、野村実代、平野百菜、松本慈子
- 収録曲

1. overture（SKE48 ver.）
2. 愛を君に、愛を僕に
3. LIVE MASTER
4. 旅立てジャック
5. SURFな最近
6. 恋せよ乙女 エクスプロージョン!（歌：大谷・杉山）
7. 流星（歌：青海、松本、赤堀）
8. 嵐からの隠れ場所（歌：井上、坂本、仲村、石黒）
9. Fly me to the universe（歌：野村、北川、竹内、荒野）
10. 恋するつぼみ（歌：平野、上村、中坂）
11. 小悪魔ブルーベリー
12. LOVE RENOVATION
13. 青春Growing
14. ともだち
15. リ と マ
16. 頼りは翼だけだ
17. マイ・ドリーム

## 動画
| 公開日        | 内容                                                                   | 備考 |
| ------------- | ---------------------------------------------------------------------- | ---- |
| 2022年3月24日 | 「愛を君に、愛を僕に」公演 Teaser Video                                | -    |
| 2022年6月7日  | 「愛を君に、愛を僕に」アルバム Trailer Movie                           | -    |
| 2022年4月20日 | 「愛を君に、愛を僕に」Music Video                                      | -    |
| 2022年6月2日  | 「頼りは翼だけだ」Theatre Video                                        | -    |
| 2022年6月2日  | 「SURFな最近」Theatre Video                                            | -    |
| 2022年6月4日  | Documentary「オリジナル新公演ができるまで＃１～衝突、前進～」          | -    |
| 2022年6月8日  | Documentary「オリジナル新公演ができるまで＃2～期待、邁進～」           | -    |
| 2022年6月10日 | Documentary「オリジナル新公演ができるまで＃3～過去を乗り越える為に～」 | -    |
| 2022年6月18日 | Documentary「オリジナル新公演ができるまで＃4～崩れ去る自信～」         | -    |
| 2022年6月27日 | Documentary「オリジナル新公演ができるまで＃5～チームＳだけの強み～」   | -    |